# Santa Eufemia
Santa Eufemia – gmina w Hiszpanii, w prowincji Kordoba, w Andaluzji, o powierzchni 187,34 km². W 2011 roku gmina liczyła 921 mieszkańców.